# Donghwasa

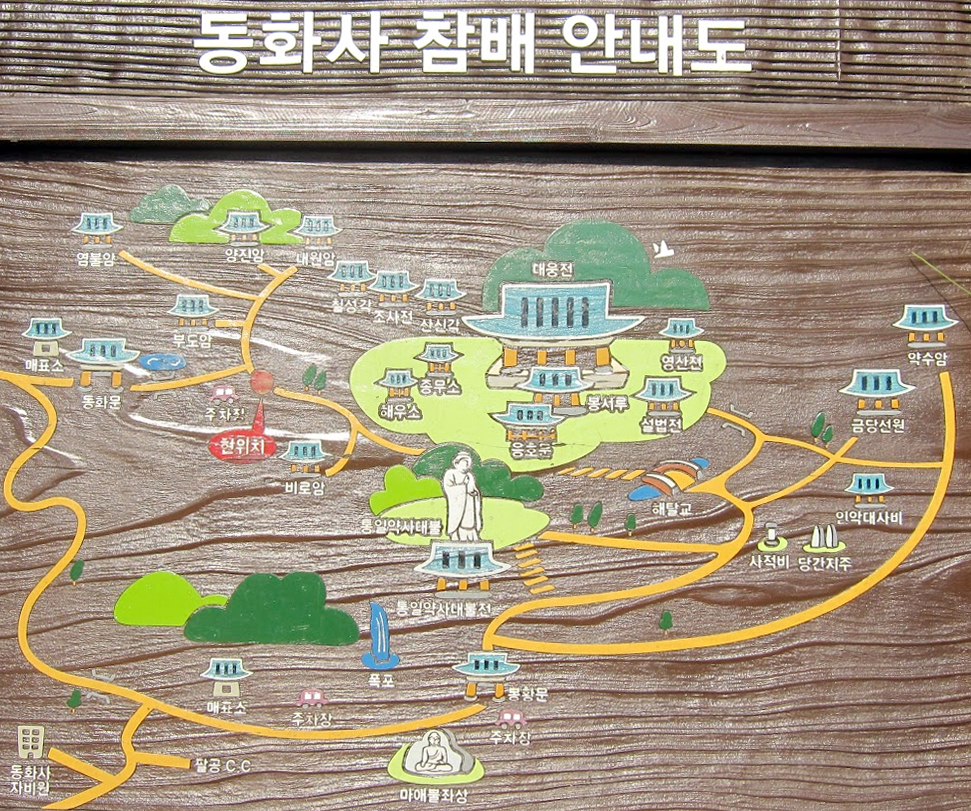
Gesamtanlage des Donghwa-Tempels

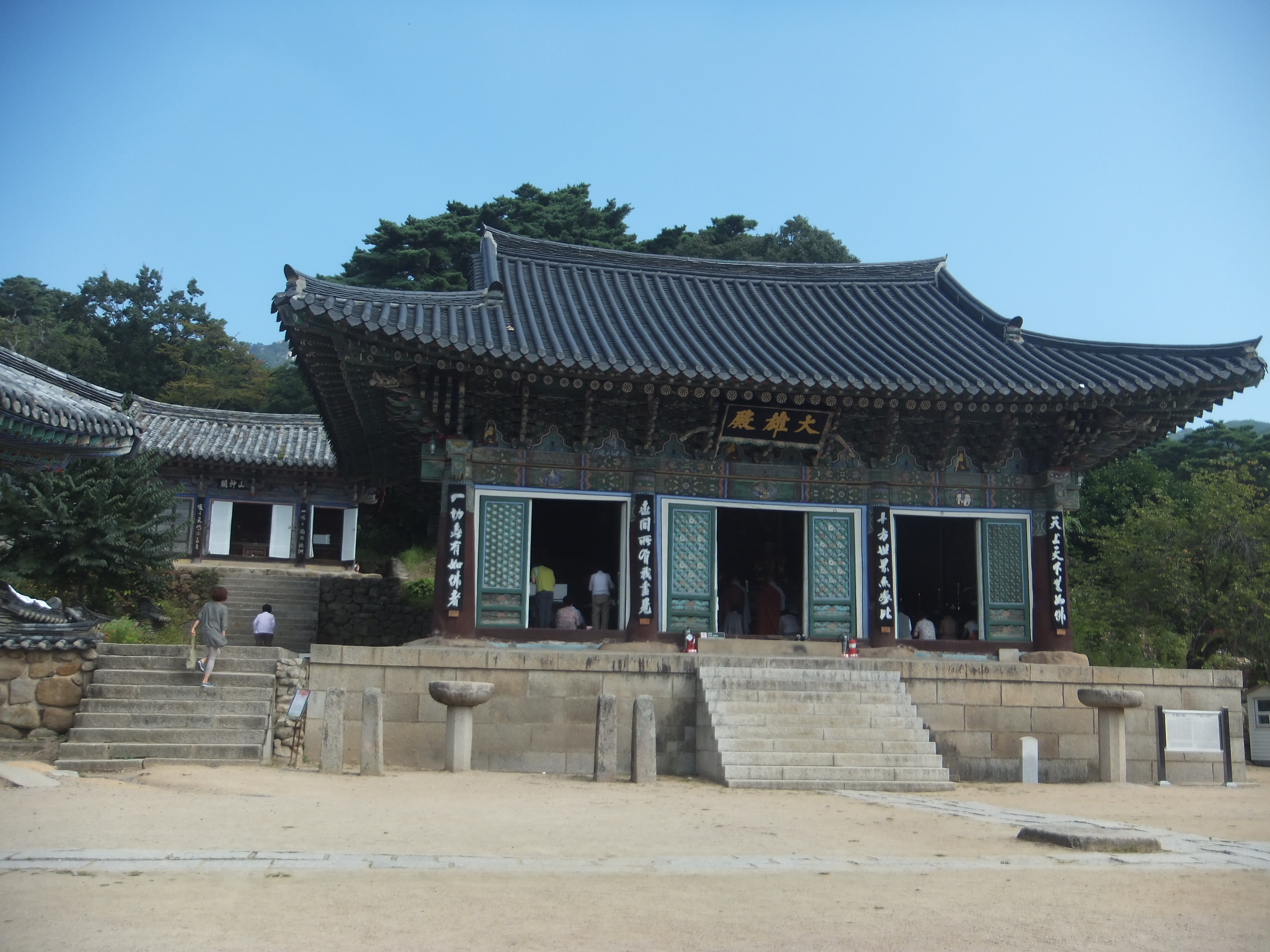
Haupthalle (Daeungjeon大雄殿)

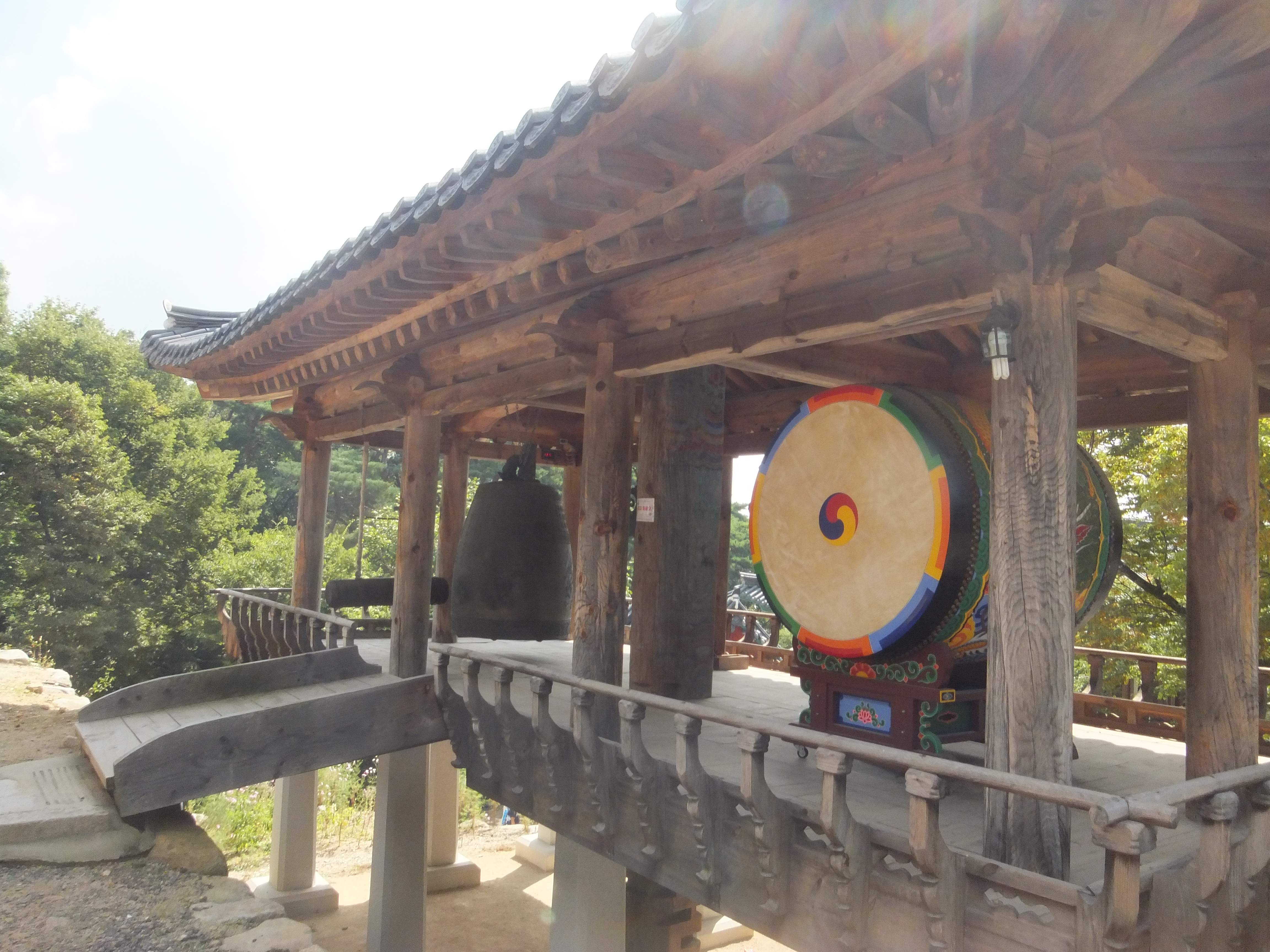
Glockenpavillon mit Brahma-Glocke, Dharma-Trommel und Holzfisch

Pagode (Seoktap, 石塔)

Der Donghwa-Tempel (kor. 동화사, Hanja 桐華寺, Donghwasa, wörtl. „Paulownienblüten-Tempel“) ist ein buddhistischer Tempel des den Chan-Buddhismus praktizierenden Jogye-Ordens (Jogye-jong, 曹溪宗) an der Südseite des Palgong-Bergs (Palgongsan) etwa 22 km nordöstlich der südkoreanischen Großstadt Daegu.
Hier errichtete der Mönch Geukdal (Geukdal-jonja) im Jahr 493 einen Tempel, der zunächst Yuga-Tempel (Yugasa) hieß. Während der Herrschaft des Königs Heungdeok (Heungdeok Wang, 興德王) der Silla-Dynastie wurde die Anlage im Jahre 832 durch Simji erneuert. Der Legende zufolge blühten die Paulownien in der Umgebung auch während der Bauarbeiten im Winter, weshalb man den Namen in „Paulownienblüten-Tempel“ änderte. Im Umfeld der Anlage entstanden nach und nach mehrere, dem Tempel zugehörige Einsiedeleien (amja).
Während der Goryeo-Dynastie war dies einer der vier Tempel, in denen man die staatlichen Beamten-Prüfungen (Gwageo) durchführte. Mit der Förderung des Konfuzianismus durch die Joseon-Dynastie ging der Einfluss des Donghwa-Tempels zurück, doch wurde die Anlage weiter ausgebaut. Während der Invasion der koreanischen Halbinsel durch den japanischen Feldherrn Toyotomi Hideyoshi im Jahre 1592 führte der Mönch Yujeong (惟政 alias Song-un, 松雲) von hier aus mit einer Truppe von Mönchskriegern einen erbitterten Kampf gegen die japanischen Truppen.
Seit 1988 ist der Tempel als 9. Haupttempel des Jogye-Ordens registriert. Mit mehreren National-Schätzen Südkoreas und einem 1992 errichteten 33 Meter hohen „Wiedervereinigungsgroßbuddha“ (Tongil Daebul) gilt er zugleich als wichtige touristische Attraktion der Region Daegu.